# Eleição presidencial da Indonésia em 2009
As eleições presidenciais indonésias de 2009 foram realizadas em 8 de julho.

## Resultados

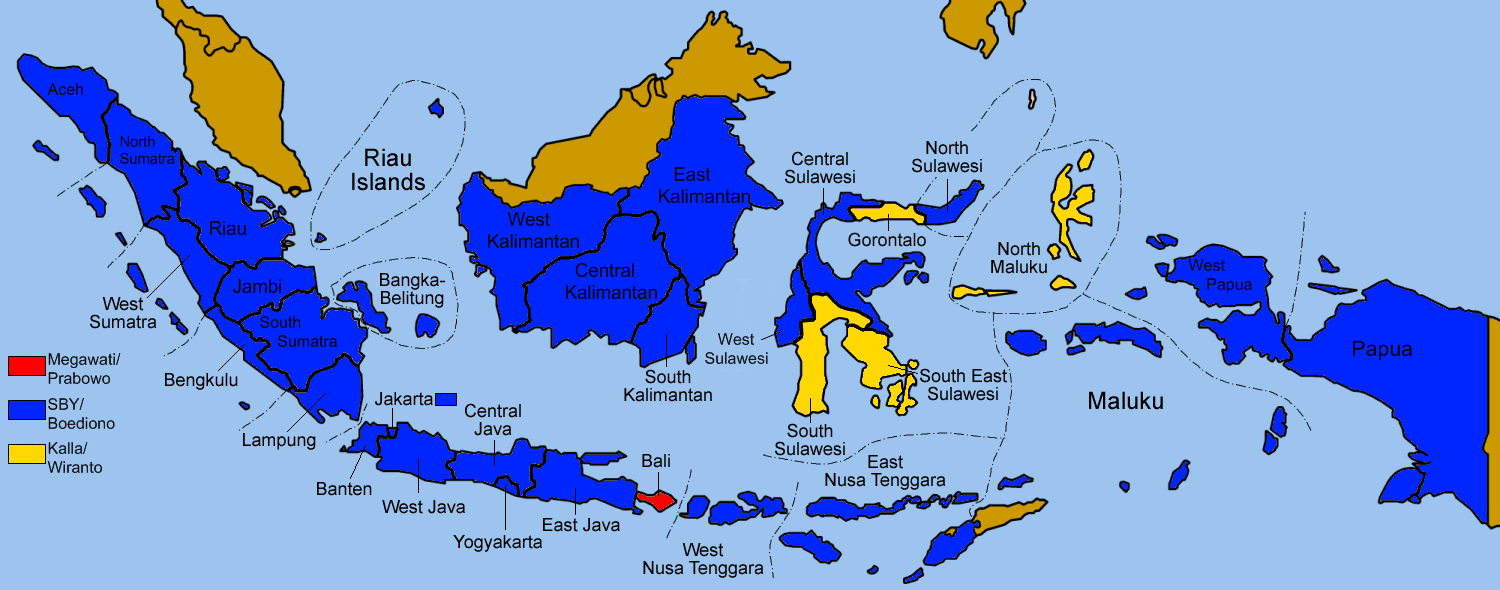
Mapa da Indonésia com o candidato mais votado por província do país.
Megawati Sukarnoputri: vermelho; Susilo Bambang Yudhoyono: azul; Jusuf Kalla: amarelo.

O Presidente, Susilo Bambang Yudhoyono, foi reeleito em primeiro turno com 61% dos votos no pleito, anunciou a Comissão de Eleições da Indonésia. A ex-presidente Megawati Sukarnoputri ficou em segundo lugar, com 27% dos votos, seguida por Jusuf Kalla, que dirige o partido Golkar, com 12%.
Foram contabilizados mais de 121 milhões de votos, mas não foram divulgados dados oficiais sobre a afluência às urnas ou o número de votos nulos.
| Candidato | Candidato                | Partido | Votos       | %     |
| --------- | ------------------------ | ------- | ----------- | ----- |
|           | Susilo Bambang Yudhoyono | PD      | 73.874.562  | 60,80 |
|           | Megawati Sukarnoputri    | PDI – P | 32.548.105  | 26,79 |
|           | Jusuf Kalla              | Golkar  | 15.081.814  | 12,41 |
| Total     | Total                    | Total   | 121,504,481 | 100   |